# Paul Harris (musicista)
Paul Harris (New York, 12 dicembre 1944 – Fort Lauderdale, 24 ottobre 2023) è stato un tastierista, polistrumentista e compositore statunitense, conosciuto per essere una figura chiave nella nascita del country rock, fu membro della formazione originale dei King Harvest, nonché membro dei Manassas e della Souther-Hillman-Furay Band; compare anche in alcuni album di Joe Walsh.

## Biografia
Iniziata l'attività nel 1966, sin dall'inizio collabora con grandi artisti tra cui Richie Havens, comparendo nel suo album d'esordio Mixed Bag. È conosciuto anche per aver suonato nell'album Voulez-Vous.
A partire dal 1968, inizia una prolifica attività di turnista, collaborando con artisti di spicco come  Al Kooper, Eric Andersen,   John Mellencamp, Joe Walsh e Bob Seger. 
Negli anni '70 fu membro della band soft rock King Harvest, fondata da Dave Robinson, dei Manassas di Stephen Stills e successivamente della Souther-Hillman-Furay Band, storica band country rock fondata da J. D. Souther, Chris Hillman e Richie Furay.
Molto attivo anche nell'ambito della musica pop, ha collaborato con cantanti quali Madonna e Christina Aguilera.
Ritiratosi dall'attività nel 2010, è morto il 24 ottobre 2023, all'età di 78 anni, nella sua casa di Fort Lauderdale.

## Discografia

### Solista
- 1974 - Friends and Legends (come The Paul Harris Explosion)
- 1983 - You

### Con i King Harvest
- 1971 - I Can Tell

### ConManassas
- 1972 - Manassas
- 1973 - Down the Road

### ConSouther Hillman Furay Band
- 1974 - The Souther-Hillman-Furay Band
- 1975 - Trouble in Paradise

### Collaborazioni
- 1966 - Mixed Bag - Richie Havens
- 1968 - Dream a Little Dream - Cass Elliot
- 1969 - Completely Well - BB King
- 1969 - Five Leaves Left - Nick Drake
- 1969 - The Soft Parade - The Doors
- 1972 - Barnstorm - Joe Walsh
- 1973 - Crazy Eyes - Poco
- 1974 - Monkey Grip - Bill Wyman
- 1976 - Stone Alone - Bill Wyman
- 1979 - La mia banda suona il rock - Ivano Fossati
- 1979 - Voulez-Vous - ABBA
- 1980 - Against the Wind - Bob Seger
- 1981 - Welcome to the Wrecking Ball! - Grace Slick
- 1982 - Rock in a Hard Place - Aerosmith
- 1990 - Cherrie Pie - Warrant
- 2001 - Lickin' on Both Sides - Mis-Teeq
- 2002 - Justified - Justin Timberlake
- 2003 - American Life - Madonna
- 2003 - Home - Simply Red
- 2006 - Back to Basics - Christina Aguilera
- 2010 - Aphrodite - Kylie Minogue
- 2010 - Ten - Gabriella Cilmi